# Sematophyllum masafuerae
Sematophyllum masafuerae är en bladmossart som beskrevs av Edwin Bunting Bartram 1957. Sematophyllum masafuerae ingår i släktet Sematophyllum och familjen Sematophyllaceae. Inga underarter finns listade i Catalogue of Life.